# 高峰镇 (平昌县)
高峰镇，原为高峰乡，是中华人民共和国四川省巴中市平昌县曾经下辖的一个镇。2018年撤乡设镇。区划代码改为511923132。2020年5月，撤销高峰镇，将原高峰镇所属行政区域划归西兴镇管辖。

## 行政区划
高峰镇撤销前下辖以下地区：
东升村、官房村、戏楼村、新农村、南斯村、工农村和骑龙场村。